# Pusty grób

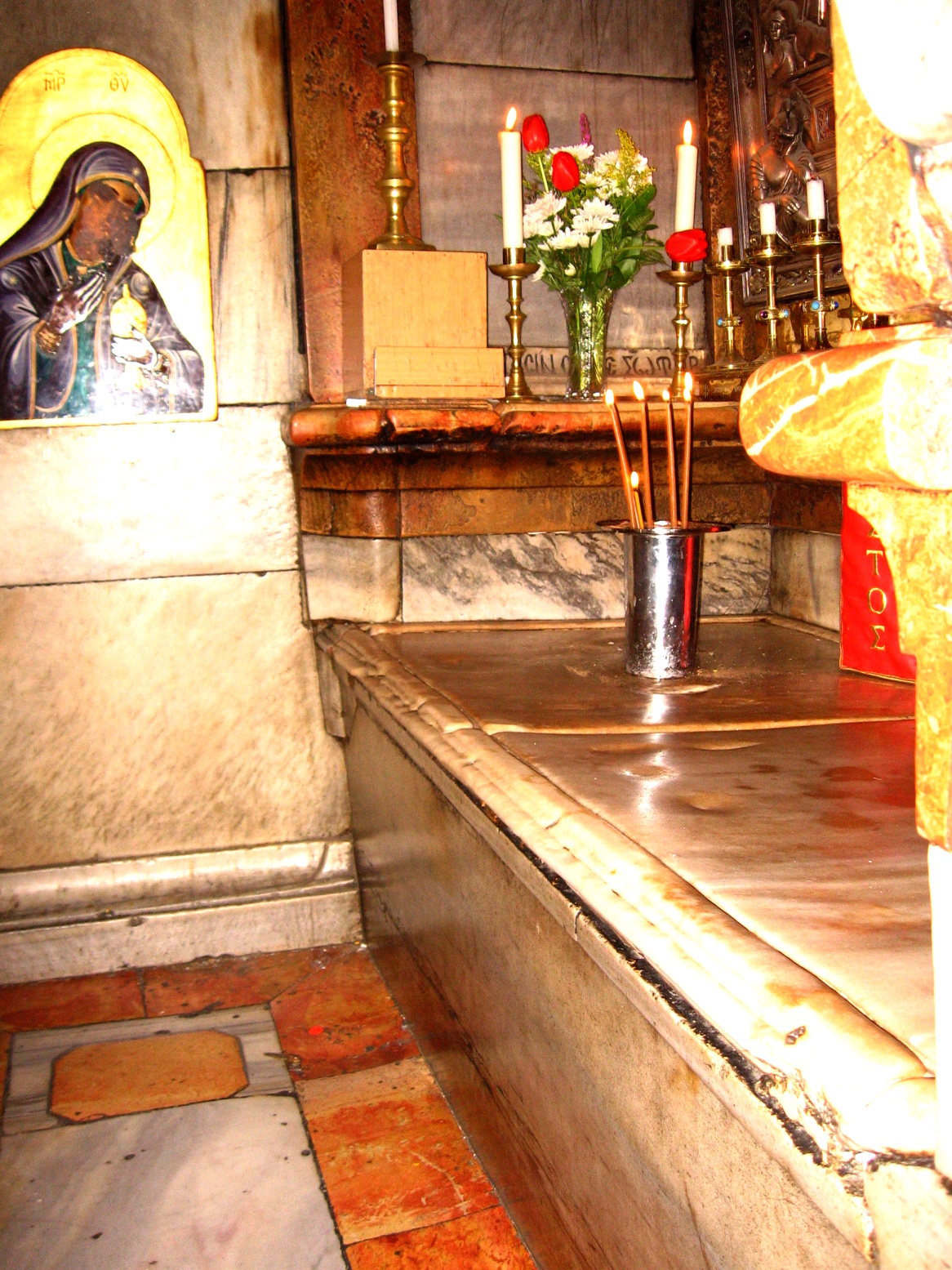
Grób Jezusa, w bazylice Grobu Świętego, czczony przez chrześcijan jako miejsce gdzie Jezus został pochowany.

Pusty grób – w chrześcijaństwie określenie grobu Jezusa, który kobiety niosące wonne zioła (Maria Magdalena, Maria Matka Jakuba (Kleofasowa) i Salome) zastały pustym. Od opowiadania o pustym grobie zaczyna się ewangeliczna historia o zmartwychwstaniu Jezusa.

W pierwszy dzień tygodnia (niewiasty) poszły skoro świt do grobu, niosąc przygotowane wonności. Kamień od grobu zastały odsunięty. A skoro weszły, nie znalazły ciała Pana Jezusa. Gdy wobec tego były bezradne, nagle stanęło przed nimi dwóch mężczyzn w lśniących szatach. Przestraszone, pochyliły twarze ku ziemi, lecz tamci rzekli do nich: Dlaczego szukacie żyjącego wśród umarłych? Nie ma Go tutaj; zmartwychwstał. Przypomnijcie sobie, jak wam mówił, będąc jeszcze w Galilei: Syn Człowieczy musi być wydany w ręce grzeszników i ukrzyżowany, lecz trzeciego dnia zmartwychwstanie. Wtedy przypomniały sobie Jego słowa i wróciły od grobu, oznajmiły to wszystko Jedenastu i wszystkim pozostałym. A były to: Maria Magdalena, Joanna i Maria, matka Jakuba; i inne z nimi opowiadały to apostołom. Lecz słowa te wydały im się czczą gadaniną i nie dali im wiary. Jednakże Piotr wybrał się i pobiegł do grobu; schyliwszy się, ujrzał same tylko płótna. I wrócił do siebie, dziwiąc się temu, co się stało

Pierwszą reakcją kobiet na widok pustego grobu nie jest myśl, że oto Jezus mógł powstać z martwych. Przychodzi im na myśl zbezczeszczenie grobu, a Maria Magdalena zostaje przedstawiona we łzach: „Zabrano Pana mego i nie wiem, gdzie Go położono” (J 20, 13). Dopiero wyjaśnienia aniołów i samego Jezusa zmartwychwstałego objawiły kobietom prawdę o zmartwychwstaniu.
Zdaniem jezuickiego teologa Johna O’Collinsa, bez pustego grobu zmartwychwstanie Jezusa straciłoby swoją wymowę i znaczenie. Bez opowieści o pustym grobie nie ma teologicznego łącznika między uwielbieniem i wywyższeniem Jezusa a jego śmiercią na krzyżu.